# Mariene ecoregio Levantijnse Zee
De Mariene ecoregio Levantijnse Zee (32) (Engels: Levantine Sea marine ecoregion) is een biogeografische regio en ligt in het zuidoosten van de Middellandse Zee in de Mariene provincie Middellandse Zee (4) in het Marien rijk Gematigde Noordelijke Atlantische Oceaan. De mariene ecoregio is vastgesteld door het World Wide Fund for Nature en The Nature Conservancy en is vernoemd naar de Levantijnse Zee.
In het noordwesten grenst het gebied aan de mariene ecoregio Egeïsche zee (31) en in het westen aan de mariene ecoregio Tunesisch Plateau/Golf van Sidra (33). Naar het noordwesten ligt de mariene ecoregio Ionische Zee (34).

## Geografie
De mariene ecoregio ligt in het zuidoosten van de Middellandse Zee voor de zuidkust van Turkije, de westkust van Syrië, Libanon, Palestina en Israël, de noordkust van Egypte, de noordoostkust van Libië en de kust van Cyprus. Het gebied omvat de Levantijnse Zee en de Libische Zee tot aan de stad Derna en ligt onder andere in de wateren rond het eiland Cyprus.
Het gebied kenmerkt zich door slechts lokale zeestromingen in deze zee.

## Biogeografie
Het gebied kent zeeleven dat houdt van gematigde temperaturen.